# Melanesiandra
Melanesiandra is een kevergeslacht uit de familie van de boktorren (Cerambycidae). De wetenschappelijke naam van het geslacht werd voor het eerst geldig gepubliceerd in 2010 door Santos-Silva, Heffern & Matsuda.

## Soorten
Melanesiandra omvat de volgende soorten:
- Melanesiandra barclayi Santos-Silva, 2011
- Melanesiandra birai Santos-Silva, Heffern & Matsuda, 2010
- Melanesiandra bougainvillensis Santos-Silva, Heffern & Matsuda, 2010
- Melanesiandra solomonensis (Arigony, 1983)
- Melanesiandra striatifrons (Fairmaire, 1879)